# Talaiot

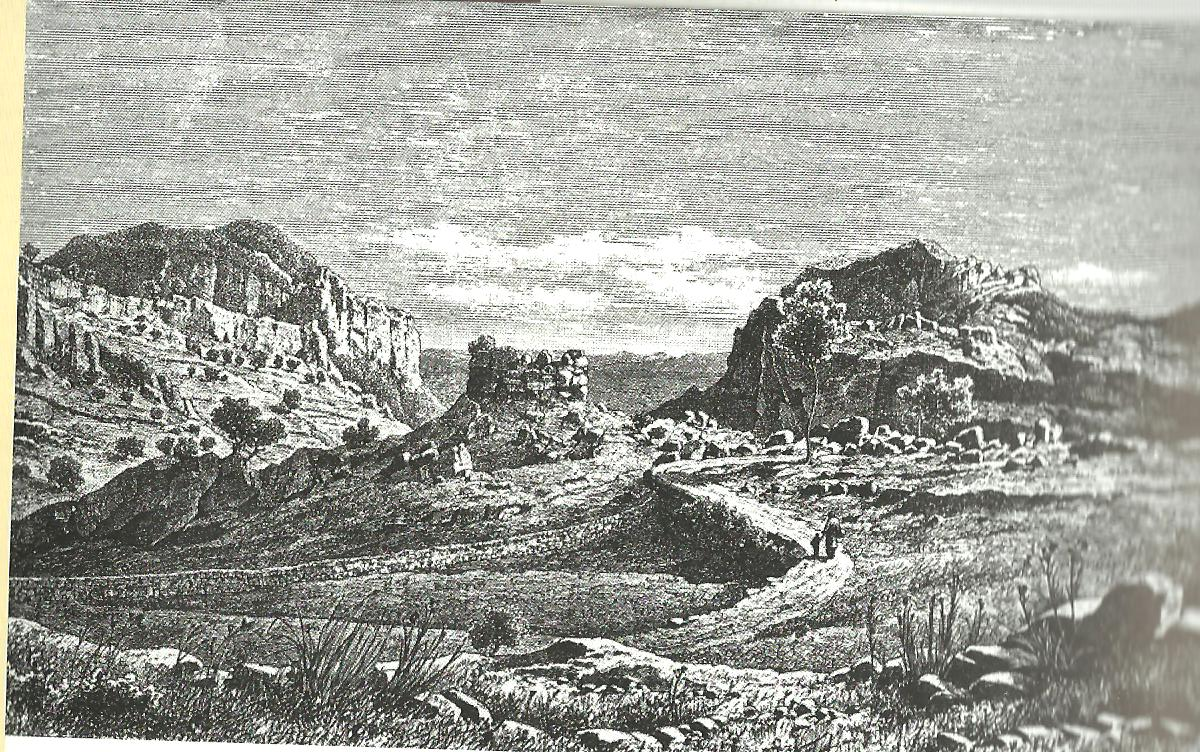
Tekening van de talaiot de Coma-Sema, negentiende eeuw

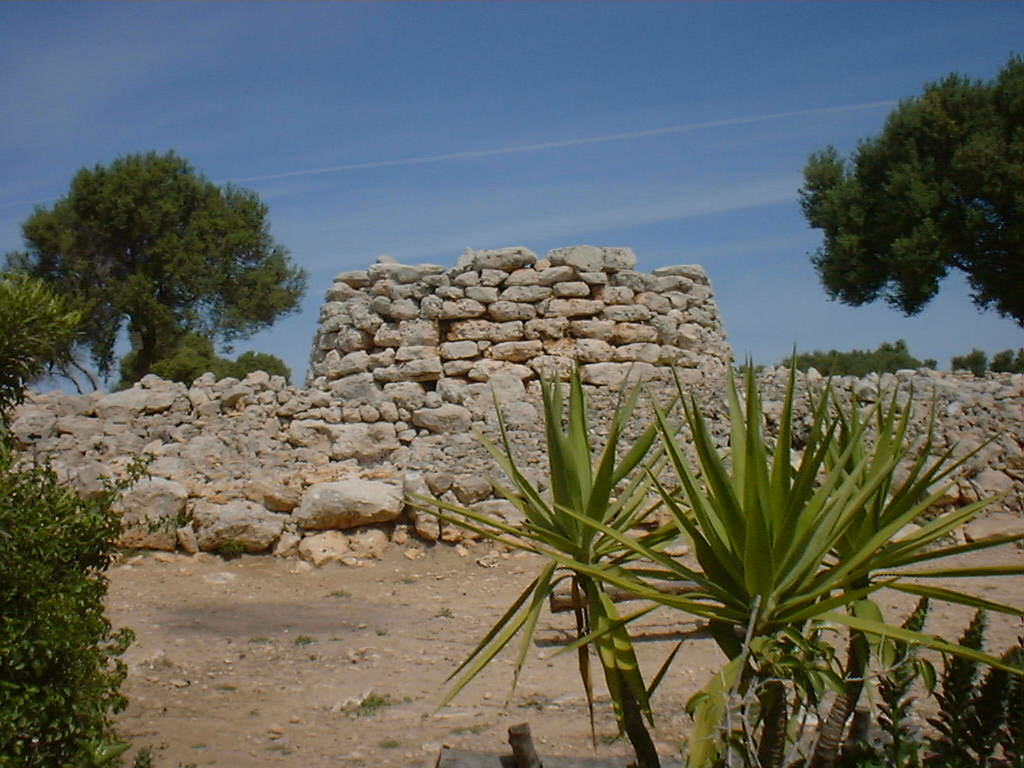
Talaiot

Talaiot zijn grote megalitische bouwsels op Mallorca en Menorca. Er zijn er ten minste 274 van. De vermoedelijke periode van bouw is 1000 v.Chr. en het is onduidelijk waarvoor zij hebben gediend. Mogelijk hadden ze een militaire functie of dienden ze als uitkijktoren, maar het kan ook zijn dat ze bewoond werden. Nabij talaiots worden vaak naveta's (grafkamers) gevonden. Sinds 2023 staan de talaiots op Menorca op de Unesco-Werelderfgoedlijst.